# Missiezustersklooster

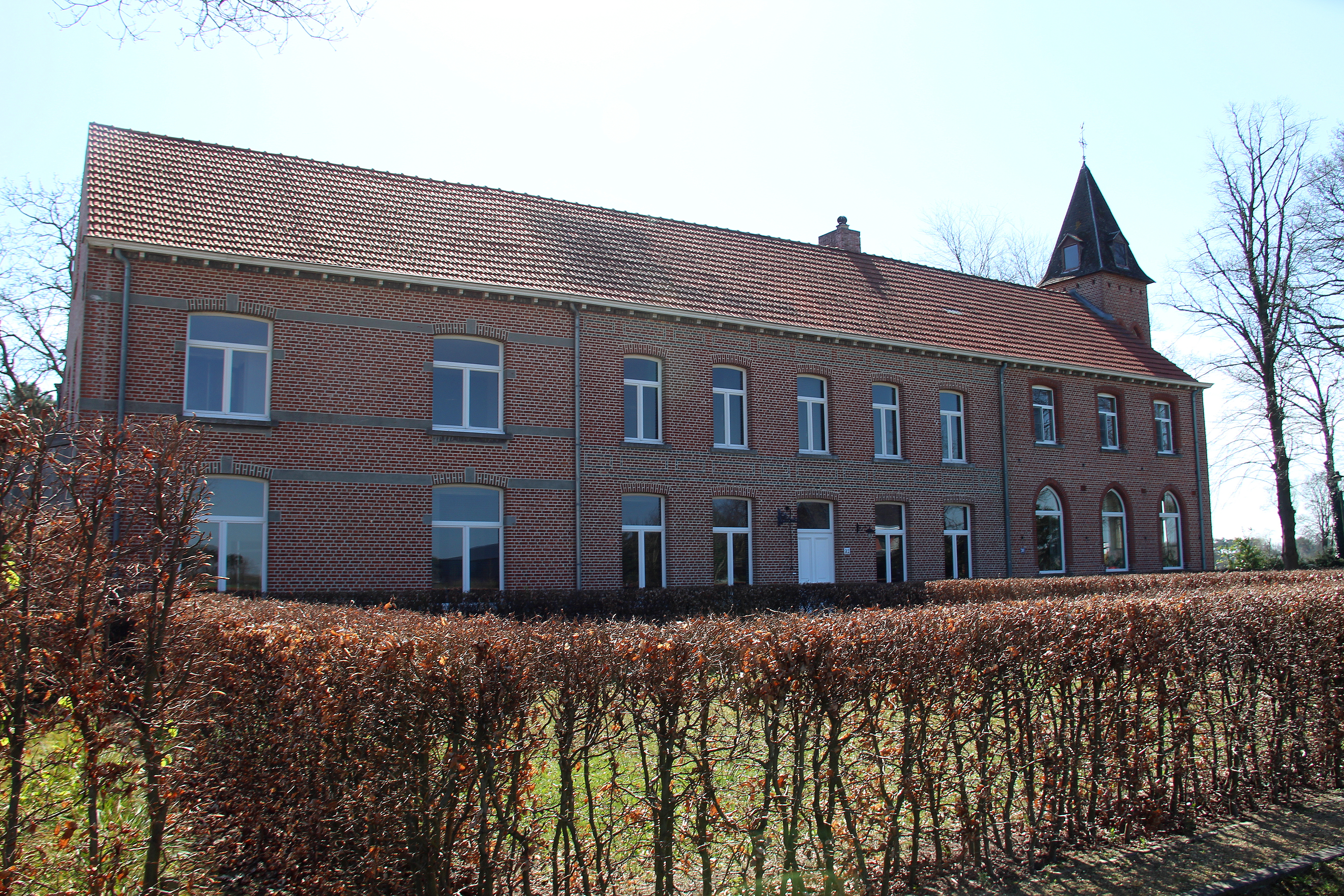
Missiezustersklooster

Het Missiezustersklooster is een klooster in de tot de Antwerpse gemeente Hoogstraten behorende plaats Minderhout, gelegen aan de Bredaseweg 30-32.

## Geschiedenis
Halverwege de 19e eeuw werden de goederen van de familie Salm-Salm verkocht en E. Jacquemyns kocht een aanzienlijk stuk grond. Vanwege faillissement moest ook dit gebied worden verkocht en een groot deel werd aangekocht door het Duitse Missiegezelschap van de Onbevlekte Ontvangenis. Het domein werd Mariaveld genoemd. Dit was een gemengde congregatie. In 1905 werd deze congregatie door Rome ontbonden maar in 1923 volgde opnieuw erkenning, onder de naam: Koningin der Apostelen, gevestigd te Wenen.
In 1927 werden de mannelijke en de vrouwelijke tak gesplitst. Het westelijk deel van het domein werd verkaveld en de zusters behielden een terrein van 10 ha aan de oostzijde van de weg tussen Minderhout en Meerle. De zusters hebben regelmatig nog een aantal gebouwen bijgebouwd,

## Gebouw
Het betreft een langgerekt gebouw met centraal een woonhuis van 1891. Omstreeks 1931 werden aan de zuidwestzijde drie traveeën bijgebouwd, eindigend in een torentje. Verdere uitbreidingen vonden plaats in 1934 en 1984.